# Radicaal 75
Van de in totaal 214 Kangxi-radicalen heeft radicaal 75 de betekenis boom. Het is een van de vierendertig radicalen die bestaat uit vier strepen.
In het Kangxi-woordenboek zijn er 1.369 karakters die dit radicaal gebruiken.
De vroegste vorm van dit karakter beeldde een stam uit met wortels en taken. De takken zijn verworden tot de horizontale strook en de wortels zijn de diagonale strepen direct onder de takken aan beide zijden van de stam.
Het radicaal 木 staat in de traditionele filosofie voor het element hout, één der vijf elementen; bekend als Wu Xing.
Interessante karakters met dit radicaal zijn:
| Woord | Pīnyīn   | Vertaling |
| ----- | -------- | --------- |
| 木    | mù       | boom      |
| 林    | lín      | bos       |
| 森    | sēn      | oerwoud   |
| 本    | běn      | wortel    |
| 木材  | mù cái   | hout      |
| 木版  | mù bǎn   | plank     |
| 木匠  | mù jìang | timmerman |

## Karakters met het radicaal 75

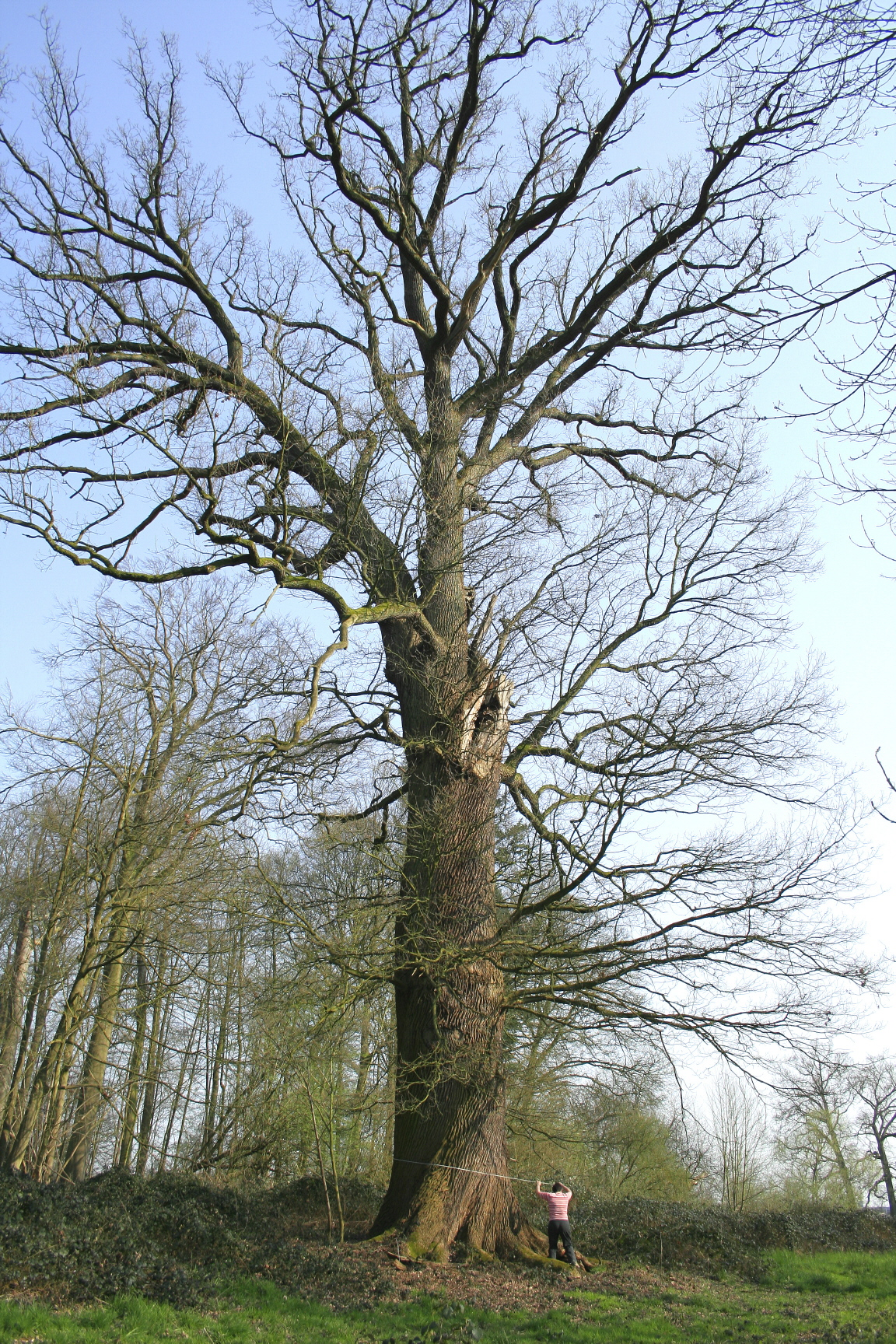
De zomereik van Enghien.

| Strepen | Karakter |
| ------- | --- |
| + 0     | 木 朩 |
| + 1     | 未 末 本 札 朮 术 朰 |
| + 2     | 朱 朲 朳 朴 朵 朶 朷 朸 朹 机 朻 朼 朽 朾 朿 杀 杁 杂 权 |
| + 3     | 杄 杅 杆 杇 杈 杉 杊 杋 杌 杍 李 杏 材 村 杒 杓 杔 杕 杖 杗 杘 杙 杚 杛 杜 杝 杞 束 杠 条 杢 杣 杤 杦 杧 杨 杩 |
| + 4     | 杪 杫 杬 杭 杮 杯 杰 東 杲 杳 杴 杵 杶 杷 杸 杹 杺 杻 杼 杽 松 板 枀 极 枂 枃 构 枅 枆 枇 枈 枉 枊 枋 枌 枍 枎 枏 析 枑 枒 枓 枔 枕 枖 林 枘 枙 枚 枛 果 枝 枞 枟 枠 枢 枣 枤 枥 枦 枧 枨 枩 枪 枫 枬 枭 |
| + 5     | 枡 枮 枯 枰 枱 枲 枳 枴 枵 架 枷 枸 枹 枺 枻 枼 桒 枾 枿 柀 柁 柂 柃 柄 柅 柆 柇 柈 柉 柊 柋 柌 柍 柎 柏 某 柑 柒 染 柔 柕 柖 柗 柘 柙 柚 柛 柜 柝 柞 柟 柠 柡 柢 柣 柤 查 柦 柧 柨 柩 柪 柫 柬 柭 柮 柯 柰 柱 柲 柳 柴 柵 柶 柷 柸 柹 柺 査 柼 柽 柾 柿 栀 栁 栂 栃 栄 栅 栆 标 栈 栉 栊 栋 栌 栍 栎 栏 栐 树                      |
| + 6     | 栒 栓 栔 栕 栖 栗 栘 栙 栚 栛 栜 栝 栞 栟 栠 校 栢 栣 栤 栥 栦 栧 栨 栩 株 栫 栬 栭 栮 栯 栰 栱 栲 栳 栴 栵 栶 样 核 根 栺 栻 格 栽 栾 栿 桀 桁 桂 桃 桄 桅 框 桇 案 桉 桊 桋 桌 桍 桎 桏 桐 桑 桒 桓 桔 桕 桖 桗 桘 桙 桚 桛 桜 桝 桞 桟 桠 桡 桢 档 桤 桥 桦 桧 桨 桩 桪                                                          |
| + 7     | 桫 桬 桭 桮 桯 桰 桱 桲 桳 桴 桵 桶 桷 桸 桹 桺 桻 桼 桽 桾 桿 梀 梁 梂 梃 梄 梅 梆 梇 梈 梉 梊 梋 梌 梍 梎 梏 梐 梑 梒 梓 梔 梕 梖 梗 梘 梙 梚 梛 梜 條 梞 梟 梠 梡 梢 梣 梤 梥 梧 梨 梩 梪 梫 梬 梭 梮 梯 械 梱 梲 梳 梴 梵 梶 梷 梸 梹 梺 梻 梼 梽 梾 梿 检 棁 棂                                                                |
| + 8     | 棃 棄 棅 棆 棇 棈 棉 棊 棋 棌 棍 棎 棏 棐 棑 棒 棓 棔 棕 棖 棗 棘 棙 棚 棛 棜 棝 棞 棟 棠 棡 棢 棣 棤 棥 棦 棧 棨 棩 棪 棫 棬 棭 森 棯 棰 棱 棲 棳 棴 棵 棶 棷 棸 棹 棺 棻 棼 棽 棾 棿 椀 椁 椂 椃 椄 椅 椆 椇 椈 椉 椊 椋 椌 植 椎 椏 椐 椑 椒 椓 椔 椕 椖 椗 椘 椙 椚 椛 検 椝 椞 椟 椠 椡 椢 椣 椤 椥 椦 椧 椨 椩 椪 椫 椬 椭 椮 |
| + 9     | 椯 椰 椱 椲 椳 椴 椵 椶 椷 椸 椹 椺 椻 椼 椽 椾 椿 楀 楁 楂 楃 楄 楅 楆 楇 楈 楉 楊 楋 楌 楍 楎 楏 楐 楑 楒 楓 楔 楕 楖 楗 楘 楙 楚 楛 楜 楝 楞 楟 楠 楡 楢 楣 楤 楥 楦 楧 楨 楩 楪 楫 楬 業 楮 楯 楰 楱 楲 楳 楴 極 楶 楷 楸 楹 楺 楻 楼 楽 楾 楿 榀 榁 榊 榋 榌 榔 槌                                                             |
| + 10    | 概 榃 榄 榅 榆 榇 榈 﨔 榍 榎 榏 榐 榑 榒 榓 榕 榖 榗 榘 榙 榚 榛 榜 榝 榞 榟 榠 榡 榢 榣 榤 榥 榦 榧 榨 榩 榪 榫 榬 榭 榮 榯 榰 榱 榲 榳 榴 榵 榶 榷 榸 榹 榺 榻 榼 榽 榾 榿 槀 槁 槂 槃 槄 槅 槆 槇 槈 槉 槊 構 槍 槎 槏 槐 槑 槒 槓 槔 槕 槖 槗 様 槙 槚 槛 槜 槝 槞 槟 槠 槡 樋 樮                                              |
| + 11    | 槢 槣 槤 槥 槦 槧 槨 槩 槪 槫 槬 槭 槮 槯 槰 槱 槲 槳 槴 槵 槶 槷 槸 槺 槻 槼 槽 槾 槿 樀 樁 樂 樃 樄 樅 樆 樇 樈 樉 樊 樌 樍 樎 樏 樐 樑 樒 樓 樔 樕 樖 樗 樘 標 樚 樛 樜 樝 樞 樟 樠 模 樢 樣 樤 樥 樦 樧 樨 権 横 樫 樬 樭 樯 樰 樱 橴                                                                                           |
| + 12    | 槹 樲 樳 樴 樵 樶 樷 樸 樹 樺 樻 樼 樽 樾 樿 橀 橁 橂 橃 橄 橅 橆 橇 橈 橉 橊 橋 橌 橍 橎 橏 橐 橑 橒 橓 橔 橕 橖 橗 橘 橙 橚 橛 橜 橝 橞 機 橠 橡 橢 橣 橤 橥 橦 橧 橨 橩 橪 橫 橬 橭 橮 橯 橰 橱 橲 橳 橵 橶 橷 橸 橹 橺 橻 橼 |
| + 13    | 橽 橾 橿 檀 檁 檂 檃 檄 檅 檆 檇 檈 檉 檊 檋 檌 檍 檎 檏 檐 檑 檒 檓 檔 檕 檖 檗 檘 檙 檚 檛 檜 檝 檞 檟 檠 檡 檢 檣 檤 檥 檦 檧 檨 檩 檪 櫛 |
| + 14    | 檫 檬 檭 檮 檯 檰 檱 檲 檳 檴 檵 檶 檷 檸 檹 檺 檻 檼 檽 檾 檿 櫀 櫁 櫂 櫃 櫄 櫅 櫆 櫇 櫈 櫉 櫊 |
| + 15    | 櫋 櫌 櫍 櫎 櫏 櫐 櫑 櫒 櫓 櫔 櫕 櫖 櫗 櫘 櫙 櫚 櫜 櫝 櫞 櫟 櫠 櫡 櫢 櫣 櫤 櫥 櫦 櫫 櫭 |
| + 16    | 櫧 櫨 櫩 櫪 櫬 櫮 櫯 櫰 櫱 櫲 櫳 櫴 櫵 櫶 欄 |
| + 17    | 櫸 櫹 櫺 櫻 櫼 櫽 櫾 櫿 欀 欁 欂 欃 欌 |
| + 18    | 櫷 欅 欆 欇 欈 欉 權 欋 欍 欎 |
| + 19    | 欏 欐 欑 欒 |
| + 20    | 欓 欔 欕 |
| + 21    | 欖 欗 欘 欙 欚 欛 欜 欝 |
| + 24    | 欞 |
| + 25    | 欟 |

Orakelbotkarakter
Bronskarakter
Groot zegelkarakter
Klein zegelkarakter